# مطار نامدي أزيكيوي الدولي
مطار نامدي أزيكيوي الدولي (إياتا: ABV، إيكاو: DNAA) مطار دولي يقع في أبوجا ، العاصمة الفدرالية لنيجيريا، و يعد المطار الأساسي في العاصمة. سمي المطار تخليدا لرئيس نيجيريا الأول، الدكتور نامدي أزيكيوي. يتكون المطار من محطات مسافرين للخطوط المحلية و الدولية، إلا أن محطات المسافرين تشترك في المدرج. قام هذا المطار بخدمة 3,196,438 مسافرا سنة 2009.
قام كونسورتيوم «أبوجا جيت واي» بتوقيع عقد إدارة المطار لمدة 25 سنة في الثالث عشر من نوفمبر سنة 2006 بقيمة 101.1 مليون دولار أمريكي. من ضمن شروط العقد بناء فندق للمطار، مواقف للسيارات، مجمعات تجارية، و مساحة مسورة للتخزين بقيمة 50 مليون دولار خلال أول خمس سنوات من العقد علاوة على دفعة مقدمة بقيمة 10 ملايين دولار. بلغ إجمالي الخطة التنموية للمطار حوالي 371 مليون دولار، إلا أن رئيس نيجيريا السابق يارودا قام بإلغاء العقد في إبريل سنة 2008.
تقع مكاتب وكالة الطيران المدني النيجيري في هذا المطار.
توجد خطط لتوسعة المطار ليشمل مدرجا ثانيا، و تم إرساء هذه المناقصة على شركة يوليوس بيرجر بقيمة 423 مليون دولار لتعود و تلغيها بعد ذلك بثلاثة أشهر لارتفاع التكاليف. و تم الإعلان عن المشروع مرة أخرى من طرف الحكومة الفدرالية لتلقي العطاءات.

## خطوط الطيران

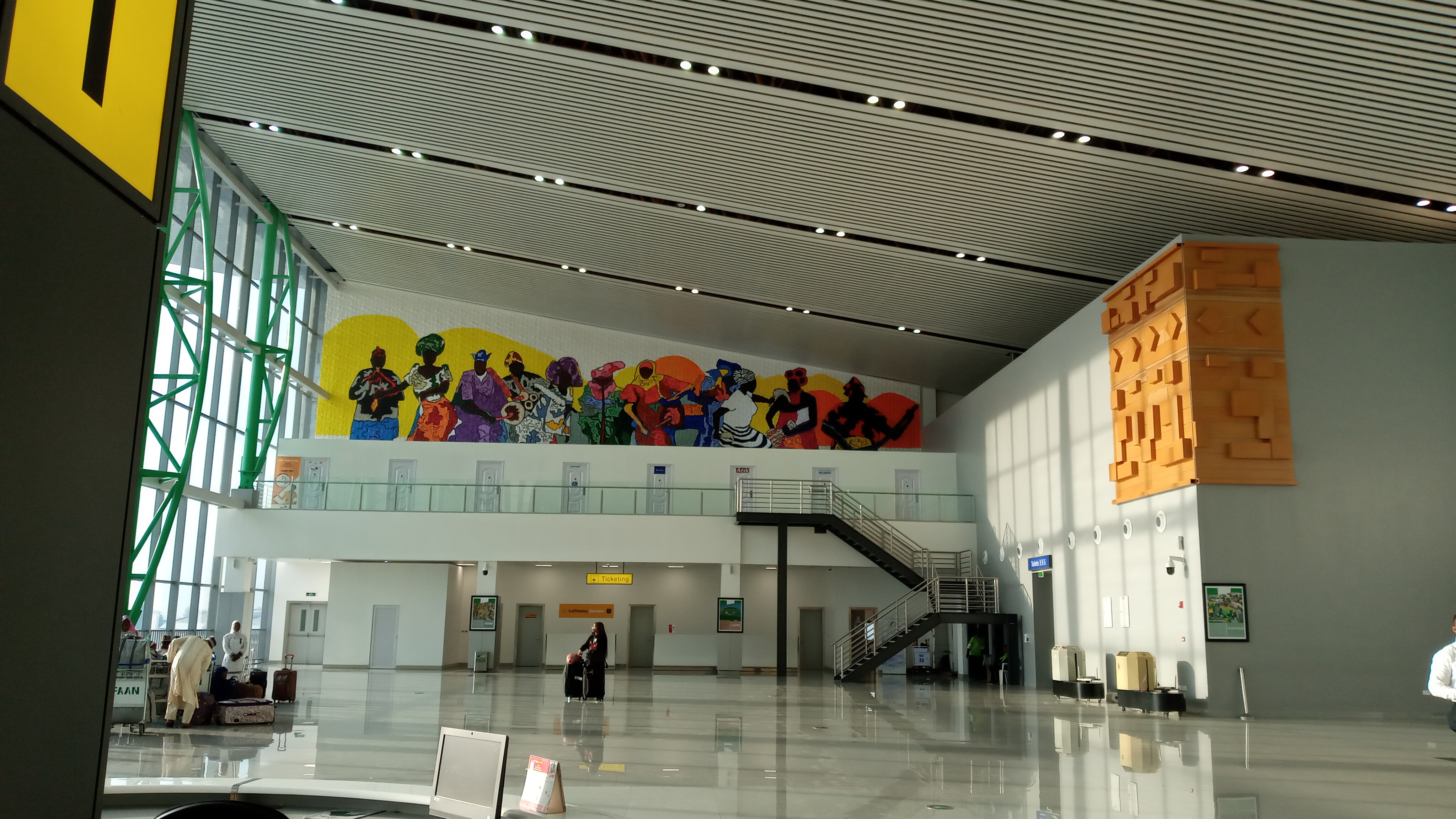
داخل مبنى المطار الجديد

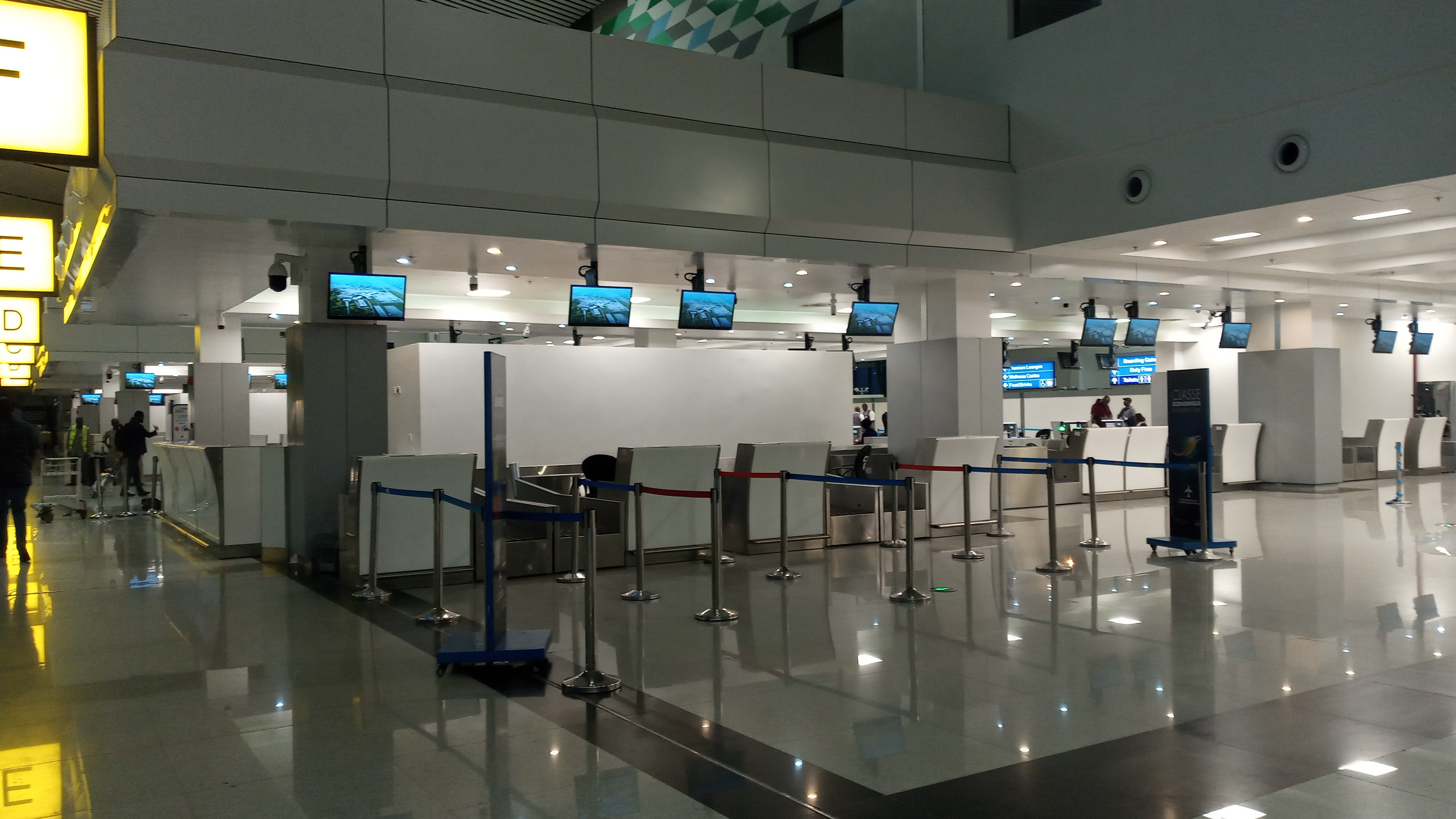
منطقة تسجيل الوصول في مبنى المطار الجديد

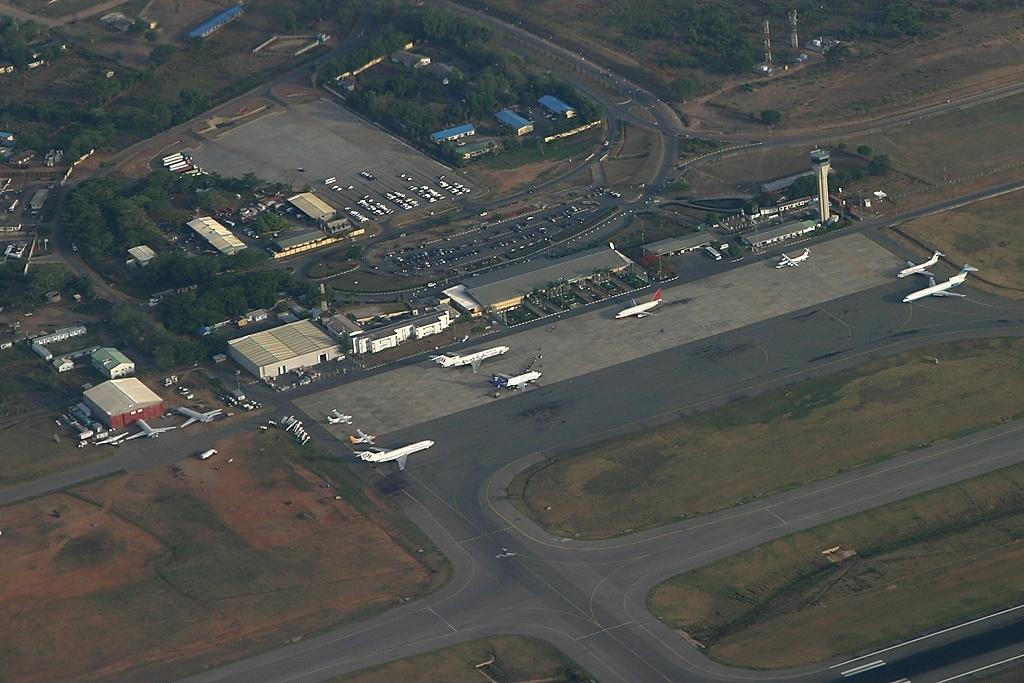
منظر المطار الخارجي

| شركـات طيـران            | الوجهات |
| ------------------------ | --- |
| Aero Contractors         | مطار ولاية بوشي ‏، Benin City، مطار مورتالا محمد الدولي، Owerri، مطار بورت هاركورت الدولي، مطار صديق أبو بكر الثالث الدولي، Uyo، Yola موسمي: مطار الأمير محمد بن عبد العزيز الدولي |
| أفريكا وورلد             | مطار كوتوكا الدولي |
| إير كوت ديفوار           | مطار أبيدجان الدولي |
| الخطوط الجوية الفرنسية   | مطار انجمينا الدولي، مطار باريس شارل ديغول |
| إير بيس                  | Akure، مطار أسابا الدولي، Benin City، Calabar، مطار دبي الدولي، Enugu، Gombe، Ibadan، Ilorin، مطار مالام أمينو كانو الدولي، Kebbi، مطار أوليفر ريجنالد تامبو، مطار مورتالا محمد الدولي، مطار ديوري حماني، Onitsha، Owerri، مطار بورت هاركورت الدولي، Warri، Yola موسمي: مطار الأمير محمد بن عبد العزيز الدولي |
| طيران أريك               | مطار ولاية بوشي ‏، Benin City، Ilorin، مطار مورتالا محمد الدولي، مطار بورت هاركورت الدولي، Yola |
| أسكاي                    | مطار لومي، مطار انجمينا الدولي، مطار ياوندي |
| Azman Air                | Benin City، مطار مالام أمينو كانو الدولي، مطار مورتالا محمد الدولي |
| الخطوط الجوية البريطانية | مطار لندن هيثرو |
| مصر للطيران              | مطار القاهرة الدولي |
| طيران الإمارات           | مطار دبي الدولي (معلقة) |
| الخطوط الجوية الإثيوبية  | مطار أديس أبابا بولي الدولي |
| Green Africa Airways     | مطار مورتالا محمد الدولي |
| Ibom Air                 | مطار مورتالا محمد الدولي، Uyo، Yenagoa |
| لوفتهانزا                | مطار فرانكفورت |
| Max Air                  | مطار ولاية بوشي ‏، Jos، مطار مالام أمينو كانو الدولي، مطار مورتالا محمد الدولي، مطار ميدغري الدولي ‏، Yola |
| Overland Airways         | Akure، مطار أسابا الدولي، مطار ولاية بوشي ‏، Calabar، Dutse، Ibadan، Ilorin، Jalingo، Jos، مطار مالام أمينو كانو الدولي، Katsina، مطار مورتالا محمد الدولي، Minna |
| الخطوط الجوية القطرية    | مطار حمد الدولي |
| الخطوط الجوية الرواندية  | مطار كوتوكا الدولي، مطار كيغالي الدولي |
| الخطوط الجوية التركية    | مطار إسطنبول الدولي |
| United Nigeria Airlines  | مطار أسابا الدولي، Enugu، مطار مورتالا محمد الدولي، Onitsha، Owerri، Yenagoa |
| ValueJet                 | مطار مالام أمينو كانو الدولي، مطار مورتالا محمد الدولي، Yola |

## إحصائيات
| السنة | عدد المسافرين | نسبة الزيادة |
| --- | ------------- | ------------ |
| 2011 | 4,216,147     | ▲ 7.48%      |
| 2012 | 3,679,224     | ▼12.73%      |
| 2013 | 3,945,897     | ▲ 7.25%      |
| 2014 | 4,169,676     | ▲ 5.67%      |
| 2015 | 4,341,637     | ▲ 4.12%      |
| 2016 | 4,230,090     | ▼ 2.59%      |
| 2017 | 3,560,622     | ▼ 15.83%     |
| 2018 | 4,879,066     | ▲ 37.03%     |
| 2019 | 5,554,302     | ▲ 13.83%     |
| 2020 | 3,880,283     | ▼ 30.24%     |
| 2021 | 5,323,905     | ▲ 37.23%     |
| المصدر: تقارير قطاع الطيران (2010-2013، 2014، الربع الثالث إلى الربع الرابع من عام 2015، والربع الأول إلى الربع الثاني من عام 2016) |               |              |

## حوادث
- 10 ديسمبر 2005: تحطمت طائرة خطوط Sosoliso رحلة 1145 في بورت هاركورت بعد مغادرة أبوجا. نجا 2 فقط من أفراد الطاقم الخمسة و المسافرين على الرحلة البالغ عددهم 105.
- 29 أكتوبر 2006: تحطمت طائرة خطوط ADC رحلة 53 بعد دقائق من إقلاعها من مطار نامدي أزيكيوي الدولي. أدى الحادث إلى مصرع 96 من المسافرين و شخص على الأرض.